# Grand Prix Formule 1 van Australië 1986
De Grand Prix Formule 1 van Australië 1986 werd gehouden op 26 oktober 1986 in Adelaide.

## Verslag

### Voor de race
Drie rijders streden nog voor de wereldtitel: Nigel Mansell, Nelson Piquet (beiden Williams) en Alain Prost (McLaren). Mansell leidde in het klassement, zes punten voor Prost. Piquet had nog één puntje minder dan Prost.
Het constructeurskampioenschap was al beslist en ging naar Williams. Het team had 48 punten voor op McLaren.

### Kwalificatie
Mansell pakte de pole-position, met Piquet naast zich. Senna vertrok vanop de derde startplaats, terwijl Prost vanop de vierde plaats moest vertrekken.

### Race
Bij de start verloor Mansell de leiding aan Senna en viel in de eerste ronde ook nog terug achter Piquet en Keke Rosberg. Piquet ging nog even naar de leiding, totdat Rosberg in de zevende ronde voorbij de Braziliaan ging. In de 23ste ronde spinde Piquet even van de baan maar zijn wagen was niet beschadigd. Hij verloor hierdoor wel enkele plaatsen. Enkele ronden later kreeg Prost een lekke band en moest in de pits gaan. Hierdoor viel hij terug naar de vierde plaats. Piquet klom terug op doorheen het veld en ging Mansell opnieuw voorbij in de 44ste ronde. Prost kwam ook hoe langer, hoe dichter op de Williams-wagens. Met slechts vijfentwintig ronden te gaan, reden de drie kanshebbers op het wereldkampioenschap op de tweede, derde en vierde plaats.
Het werd pas een gevecht voor de leiding toen Rosberg in de 63ste ronde moest opgeven met een lekke band. Mansell moest slechts derde eindigen, maar ook hij viel uit met een lekke band. Williams riep hierop Piquet in de pits, waardoor Prost de leiding overnam. Piquet probeerde het gat nog wel te dichten, maar Prost won de race én het wereldkampioenschap.

## Uitslag
| Positie | Nummer | Rijder             | Team                   | Ronden | Tijd/Opgave               | Startplaats | Punten |
| ------- | ------ | ------------------ | ---------------------- | ------ | ------------------------- | ----------- | ------ |
| 1       | 1      | Alain Prost        | McLaren-TAG            | 82     | 1:54:20.388               | 4           | 9      |
| 2       | 6      | Nelson Piquet      | Williams-Honda         | 82     | 1:54:24.593               | 2           | 6      |
| 3       | 28     | Stefan Johansson   | Ferrari                | 81     | + 1 Ronde                 | 12          | 4      |
| 4       | 3      | Martin Brundle     | Tyrrell-Renault        | 81     | + 1 Ronde                 | 16          | 3      |
| 5       | 4      | Philippe Streiff   | Tyrrell-Renault        | 80     | + 2 Rondes                | 10          | 2      |
| 6       | 11     | Johnny Dumfries    | Lotus-Renault          | 80     | + 2 Rondes                | 14          | 1      |
| 7       | 25     | René Arnoux        | Ligier-Renault         | 79     | + 3 Rondes                | 5           |        |
| 8       | 26     | Philippe Alliot    | Ligier-Renault         | 79     | + 3 Rondes                | 8           |        |
| 9       | 14     | Jonathan Palmer    | Zakspeed               | 77     | + 5 Rondes                | 21          |        |
| 10      | 19     | Teo Fabi           | Benetton-BMW           | 77     | + 5 Rondes                | 13          |        |
| NC      | 16     | Patrick Tambay     | Lola-Ford              | 70     |                           | 17          |        |
| NF      | 5      | Nigel Mansell      | Williams-Honda         | 63     | Lekke band / Ongeluk      | 1           |        |
| NF      | 7      | Riccardo Patrese   | Brabham-BMW            | 63     | Elektrisch probleem       | 19          |        |
| NF      | 2      | Keke Rosberg       | McLaren-TAG            | 62     | Lekke band                | 7           |        |
| NC      | 22     | Allen Berg         | Osella-Alfa Romeo      | 61     |                           | 26          |        |
| NF      | 8      | Derek Warwick      | Brabham-BMW            | 57     | Remmen                    | 20          |        |
| NF      | 17     | Christian Danner   | Arrows-BMW             | 52     | Motor                     | 24          |        |
| NF      | 18     | Thierry Boutsen    | Arrows-BMW             | 50     | Vering                    | 22          |        |
| NF      | 12     | Ayrton Senna       | Lotus-Renault          | 43     | Motor                     | 3           |        |
| NF      | 20     | Gerhard Berger     | Benetton-BMW           | 40     | Koppeling / Motor         | 6           |        |
| NF      | 23     | Andrea de Cesaris  | Minardi-Motori Moderni | 40     | Brand                     | 11          |        |
| NF      | 29     | Huub Rothengatter  | Zakspeed               | 29     | Achter ophanging          | 23          |        |
| NF      | 15     | Alan Jones         | Lola-Ford              | 16     | Motor                     | 15          |        |
| NF      | 24     | Alessandro Nannini | Minardi-Motori Moderni | 10     | Ongeluk                   | 18          |        |
| NF      | 21     | Piercarlo Ghinzani | Osella-Alfa Romeo      | 2      | Crown Wheel And Pinion    | 25          |        |
| NF      | 27     | Michele Alboreto   | Ferrari                | 0      | Ongeluk / Achterophanging | 9           |        |

## Wetenswaardigheden
- Keke Rosberg reed zijn laatste race.

## Statistieken
| Pole-position | Nigel Mansell | Williams-Honda | 1:18.403 |
| Snelste ronde | Nelson Piquet | Williams-Honda | 1:20.787 |

## Noot
- Dit was de 25ste Grand Prix-winst voor Alain Prost.
- Tweede (opeenvolgende) wereldtitel voor Alain Prost en voor een Franse coureur. Prost wist met succes zijn titel te verdedigen, en daarmee evenaarde hij Alberto Ascari in 1953, Juan Manuel Fangio in 1955, 1956, en 1957; en Jack Brabham in 1960.

1949 · 1985 · 1986 · 1987 · 1988 · 1989 · 1990 · 1991 · 1992 · 1993 · 1994 · 1995 · 1996 · 1997 · 1998 · 1999 · 2000 · 2001 · 2002 · 2003 · 2004 · 2005 · 2006 · 2007 · 2008 · 2009 · 2010 · 2011 · 2012 · 2013 · 2014 · 2015 · 2016 · 2017 · 2018 · 2019 · 2020 · 2021 · 2022 · 2023 · 2024 · 2025